# Sanogasta tenuis
Sanogasta tenuis là một loài nhện trong họ Anyphaenidae.
Loài này thuộc chi Sanogasta. Sanogasta tenuis được M. J. Ramírez miêu tả năm 2003.